# ホソウミニナ
ホソウミニナ（細海蜷）、学名 Batillaria attramentaria または Batillaria cumingii は、吸腔目ウミニナ科に分類される細長い巻貝の一種。東アジアの温帯から亜寒帯域に分布し、海岸の砂泥地や岩礁に生息する。北米西岸では日本由来の外来個体群が繁殖しており、侵略的外来種として駆除の対象にもなっている。和名はウミニナに似て殻が細いことによる。

## 分布
在来個体群
ロシア沿海州（ピョートル大帝湾）、樺太、日本（北海道-九州…南西諸島を除く各地）、朝鮮半島、中国までの東アジアの亜寒帯-温帯。
外来個体群
北米太平洋岸のカナダ・ブリティッシュコロンビア州からアメリカ・ワシントン州にかけての地域、およびカリフォルニア州（これら北米の個体群は20世紀前期に宮城県から輸入されたマガキの養殖用種ガキに付随して移入したことがほぼ確実視されている）。

## 形態
成貝は殻高25-35mm、殻径10mmほどの塔型で、厚質で堅い。螺層は8階ほどで、体層（巻きの一番底）を除けば膨らみはわずかで円錐形に近い。貝殻の色は灰色や黒褐色で、縫合（巻きの繋ぎ目）に沿って白い帯模様が入る個体も多い。螺肋（巻きに沿った隆起線）は7本で、不規則に区切られた煉瓦積みのような細かい彫刻がある。縦肋（巻きに対して垂直に交わる隆起線）はそれほど強くないが、個体によっては強く発現し殻表がゴツゴツした印象になることがある。殻口は小さく、円形を呈する。蓋は円形で濃褐色のキチン質、多旋型で核は中央にある。
同属のウミニナやイボウミニナに似るが、小型であること・和名通り細長いこと・彫刻のきめが細かいこと・殻口が殻に比して小さく円形をしていること・殻口上部に滑層瘤（かっそうりゅう：陶器のような質感の白い三角形部分）がないことで区別できる。

## 生態
海岸の潮間帯下部で、乾燥しにくい区域に生息し、一般に群生することが多い。他のウミニナ類が多く生息する河口干潟の砂泥地だけでなく、外洋に近い転石・岩礁海岸にも見られ、岩や海藻の間の砂地に潜む。ただしすぐに乾燥するような単純な砂浜・磯には生息しない。河口干潟において他のウミニナ類と共存する場合は、海側のカキが造るカキ礁があるような区域でウミニナと混棲することが多いが、ホソウミニナの方が低潮位に生息することが報告されている。中にはウミニナ類各種が多産するにもかかわらずホソウミニナがいない干潟もある。ときに殻上に背の高い小さなカサガイが付いていることがある。これはユキノカサガイ科のツボミガイで、ウミニナにも着生する。
干潮時に地上を這い、主にデトリタスを摂餌するが、打ち上げられた海藻や死魚などに群がり直接摂食することもある。

### 生活史
繁殖は交尾後に受精卵を産卵するが、他のウミニナ類がベリジャー幼生で孵化し海中でしばらく浮遊する期間を経るのに対し、ホソウミニナは幼生期を経ず卵から仔貝が直接孵化する「直達発生」を行う。このため日本の在来個体群では地域ごとに遺伝的に異なる集団が形成されている。また、移入先の北米ではカキの養殖地を中心に大量に繁殖して問題となっているが、他の地域への急激な分布拡大がないのは、浮遊幼生による拡散がないことも一因と考えられている。
東京湾ではウミニナ類各種の絶滅、または個体数の激減が見られるのに対し、ホソウミニナだけは個体群の目立った減少がない。これはウミニナ類の幼生が水質悪化や干潟（定着先）の減少で影響を受けているのに対し、ホソウミニナは直達発生で個体群が維持されやすいからではないかとの説も提唱されている。
成長速度と寿命は生息地によって相違があるようで、ブリティッシュコロンビア州のガリアノ島での調査では、成長パターンと年齢組成から計算された1-6歳までの各年齢の貝の平均殻高はそれぞれ、3、9、12、15、17、18mmで、寿命は6-10年と推定されている。一方、カリフォルニアのトマレス湾の個体群では、約8年で35mmに達するとの見積もりがなされている。

### 寄生虫
汽水に生息する腹足類には吸虫類が寄生することが多く、それらのほとんどは寄主の貝類を厳密に選ぶ種特異性をもつと考えられている。ホソウミニナからもこれまで多くの種類の寄生虫が確認されている。これらは全てホソウミニナが第一中間宿主で、鳥類を最終宿主とすると推定されている。このうち2種類は宿主のホソウミニナに因み Cercaria hosoumininae Shimura et Ito, 1980 および Cercaria batillariae Shimura et Ito, 1980 と名付けられている。

## 名称
地方名は、他のウミニナ類との混称でホウジャ（佐賀）ホウジョウミナ、ゴエンミナ（長崎）などがある。韓国名は「댕가리」、中国名は「古氏灘栖螺」（ただし「古氏」は「Cuming氏」の意で、cumingi という学名に対応した名であり、学名に attramentaria を用いた場合の中国名は不明 ）、台湾などでは「瘦海蜷」とも言う。移入地の北米では Asian hornsnail、Japanese false cerith、Japanese mud snail、Japanese snail などの名がある 。
学名の属名 Batillaria はおそらくラテン語の Batillum （物を熱するための金属製のシャベル、もしくは柄香炉のようなもの）に因む 。種小名のうち主に移入先の北米で使用されている attramentaria [atramentaria] はインク壺の意で、おそらくは殻口内が黒色になることに因む。一方、東洋の文献でよく使用される種名 cumingii [cumingi] は、イギリスのナチュラリストで貝類収集家のヒュー・カミング(Hugh Cuming, 1791-1865)への献名で、タイプ標本は彼のコレクション中の「中国北部産」の標本である。

## 人間との関係
人や地域によっては他のウミニナ類と同様に漁獲され、塩茹でなどで食用にされる。塩茹では五円硬貨の穴で殻頂を折り、殻口から身を吸って食べる。地方名の一つ「ゴエンミナ」はこの食べ方に因む。

### 侵略的外来種

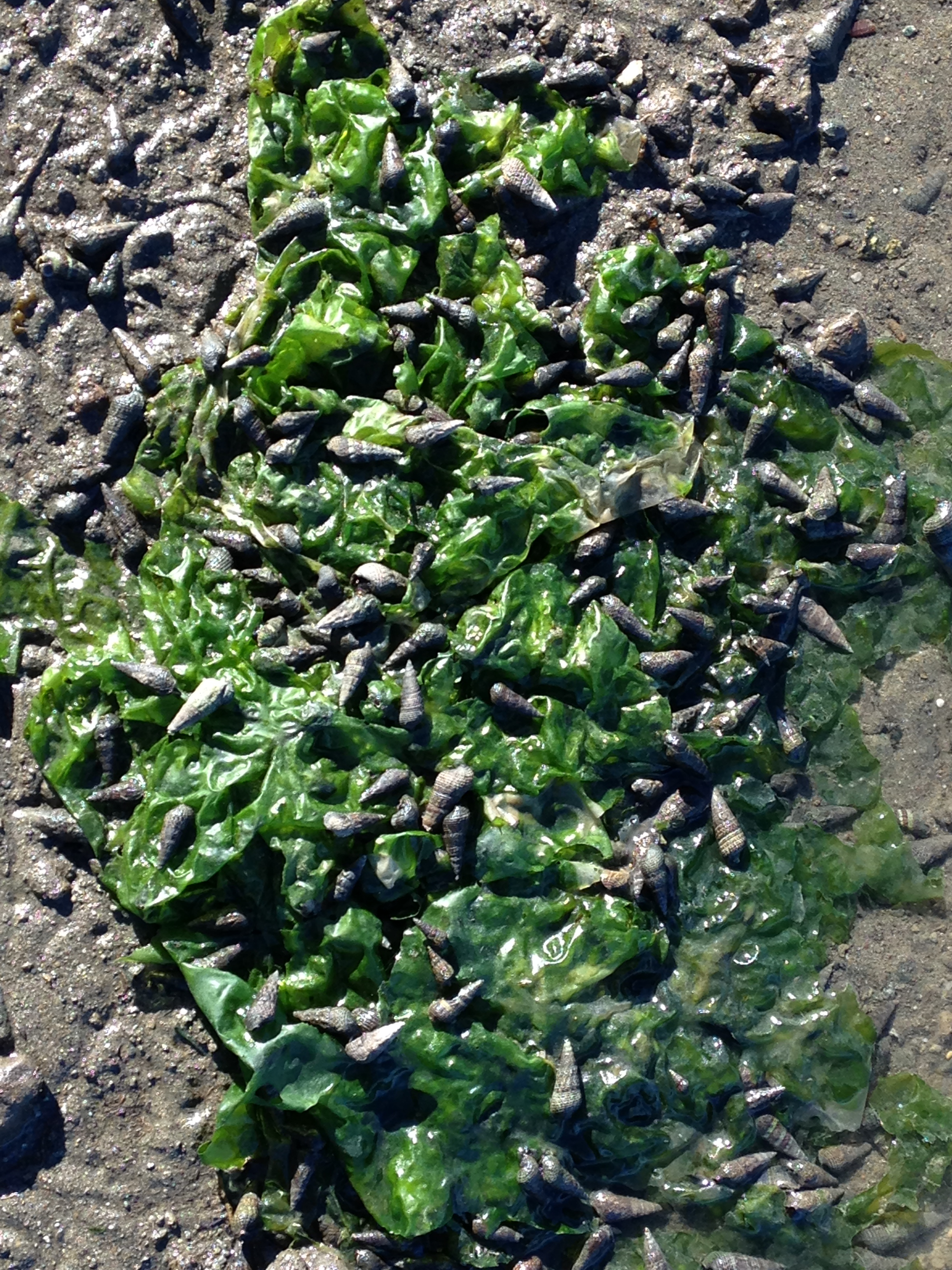
オオバアオサ上に群れるホソウミニナの外来個体群（米国カリフォルニア州モントレー湾エルクホーン干潟 2015年11月）

北米大陸西岸には、20世紀前期に日本から輸入された養殖用の種ガキ（マガキ）に混じて移入されたものが野外で繁殖するようになり、在来の生態系に悪影響を及ぼす侵略的外来種とみなされている。たとえばカリフォルニアのエルクホーン湿地など、場所によっては非常な高密度で生息し、同じような環境に棲む在来種の Cerithidea californica ( California mud snail ) を駆逐しつつあるとされる。これはホソウミニナの方が繁殖力や成長率で上回り、限られた餌の争奪戦に勝つためだと推定されている。
また、ホソウミニナの移入に伴いこれに寄生する吸虫類も移入されており、これらの外来吸虫類は移入地の魚類（第二中間宿主）や鳥類（終宿主）にも寄生していると考えられている。このため、在来種の C. californica だけではなく、この在来種を第一中間宿主とする複数の寄生虫も同様に駆逐されつつあり、もし C. californica が絶滅すれば、この貝にしか寄生できないこれらの吸虫類も絶滅してしまうことになる。また、その後の宿主である魚類や鳥類の寄生虫相も入れ替わる結果、生態系全体に広く影響を及ぼしうる可能性もある。
移入の時期は、ワシントン州1920年代、カリフォルニア州トマレス湾1941年、同モントレー湾1951年、ブリティッシュコロンビア州1959年とされる。種名に関しては、1930年にカリフォルニアに輸入されたカキ箱から見つかったものは Potamides (Batillaria) multiformis （multiformis は現在はウミニナの学名）として報告されたが、後には Batillaria zonalis （現在はイボウミニナの学名）の名で知られるようになり、1970年代になって B. attramentaria と同定されるようになった。このような経緯からイボウミニナが北米に移入されたと誤認されている場合もあるが、過去に北米西岸から様々な学名で報告されたウミニナ科の貝類は全て本種ホソウミニナである。これらのホソウミニナは、貝そのものや寄生虫の遺伝子型の研究から、1919年以降長期にわたり北米に輸入されていた宮城県産のマガキに付随して移入されたものであることが確実視されている。